# Abou Maïga
Abou Gariga Maïga (ur. 20 września 1985 w Allahé) – piłkarz beniński grający na pozycji napastnika.

## Kariera klubowa
Karierę piłkarską Maïga rozpoczął w klubie Requins de l’Atlantique FC ze stolicy kraju Kotonu. W 2003 roku zadebiutował w jego barwach w pierwszej lidze Beninu. W Requins grał do 2004 roku. Wtedy też wyjechał do Francji i został piłkarzem drugoligowego klubu US Créteil-Lusitanos. W sezonie 2006/2007 był wypożyczony z Créteil do trzecioligowego CS Louhans-Cuiseaux. Międzyczasie Créteil spadł do trzeciej ligi i do 2009 roku Benińczyk grał na tym poziomie rozgrywek. Latem 2009 po zakończeniu kontraktu z Créteil stał się wolnym zawodnikiem.

## Kariera reprezentacyjna
W reprezentacji Beninu Maïga zadebiutował w 2004 roku. W 2008 roku był podstawowym zawodnikiem Beninu w Pucharze Narodów Afryki 2008 i wystąpił 3 meczach: z Mali (0:1), z Wybrzeżem Kości Słoniowej (1:4) i z Nigerią (0:2).